# Municipio de Magnolia (Arkansas)
El municipio de Magnolia (en inglés: Magnolia Township) es un municipio ubicado en el condado de Columbia en el estado estadounidense de Arkansas. En el año 2010 tenía una población de 16504 habitantes y una densidad poblacional de 28,58 personas por km².

## Geografía
El municipio de Magnolia se encuentra ubicado en las coordenadas 33°14′8″N 93°15′59″O / 33.23556, -93.26639. Según la Oficina del Censo de los Estados Unidos, el municipio tiene una superficie total de 577.56 km², de la cual 576.7 km² corresponden a tierra firme y (0.15%) 0.85 km² es agua.

## Demografía
Según el censo de 2010, había 16504 personas residiendo en el municipio de Magnolia. La densidad de población era de 28,58 hab./km². De los 16504 habitantes, el municipio de Magnolia estaba compuesto por el 57.92% blancos, el 38.15% eran afroamericanos, el 0.33% eran amerindios, el 0.98% eran asiáticos, el 0.02% eran isleños del Pacífico, el 1.5% eran de otras razas y el 1.1% pertenecían a dos o más razas. Del total de la población el 2.56% eran hispanos o latinos de cualquier raza.